# C-G Karlsson
Sten Claes-Göran (C-G) Karlsson, född 29 november 1953 i Strängnäs, är en svensk filmrecensent och kulturjournalist.

## Biografi
Karlsson är utbildad journalist och har även studerat filmvetenskap. Sedan 1983 är han frilansjournalist. Han har medverkat i TV-programmen Go'kväll från 1998 och sedan hösten 2004 i Gomorron Sverige. Hösten 2005 var han en av åtta recensenter i Filmkrönikan. Han har också recenserat film för tidningarna Veckorevyn och Damernas Värld och fram till 2014 för Metro. Sedan 2015 skriver han om film i PROPensionären.
Tillsammans med Göran Everdahl och Johan Andreasson har han sedan februari 2018 podden Everdahl & Karlssons Film TV.